# Žďár (rybník)
Rybník Žďár je posledním ze soustavy Havlovických rybníků, kterou tvoří společně s rybníky Petráň a Hořička. Je napájen bočním přítokem z rybníka Hořička a voda je odváděna požerákem pod komunikací vedoucí do obce Smrček do říčky Ležák. Název rybníka Žďár byl asi odvozen od slov žďáření či žďárování tj. vypalování lesa před založením rybníka.
Rybník je využíván pro chov ryb.

## Galerie

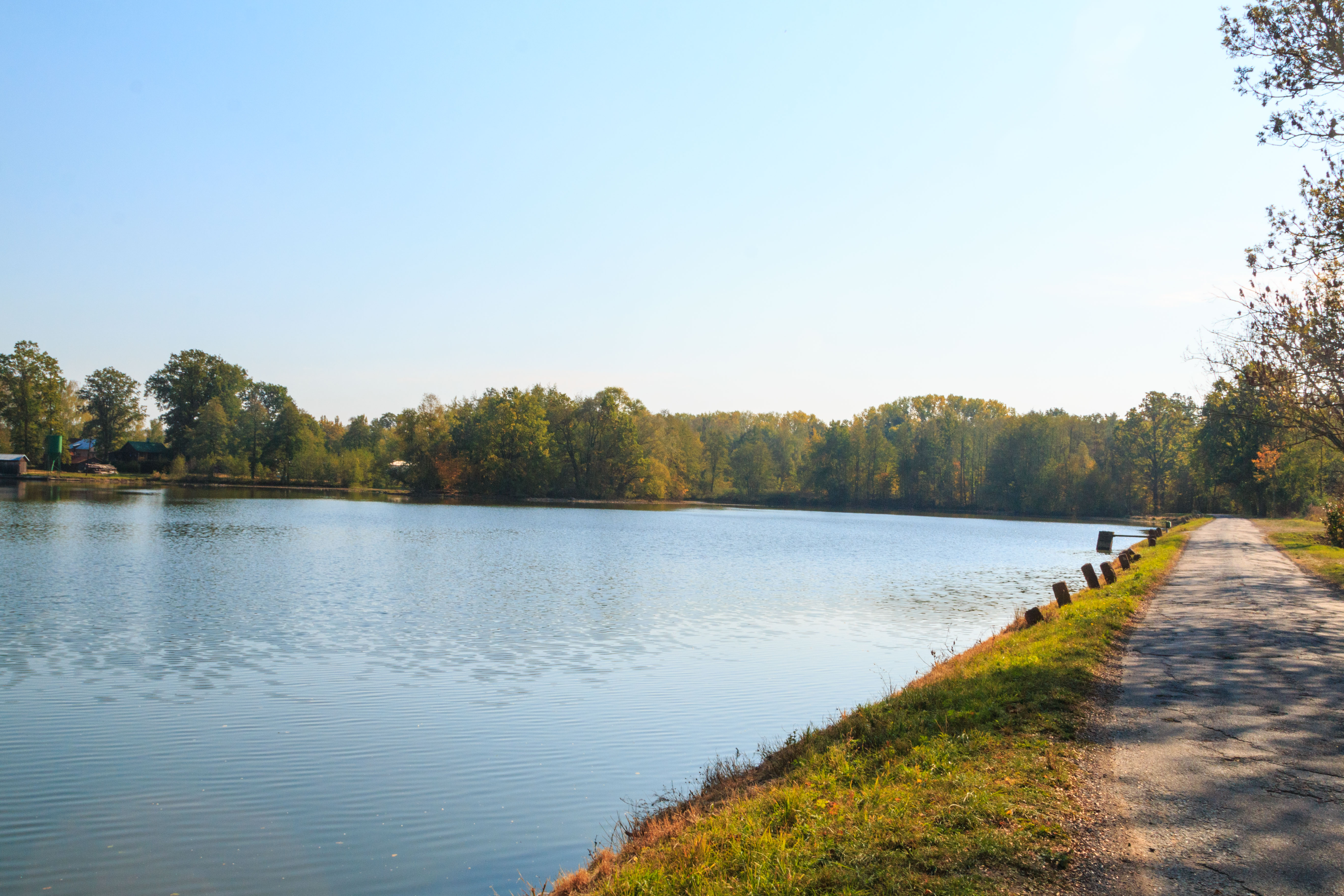
Pohled na rybník Žďár u Havlovic
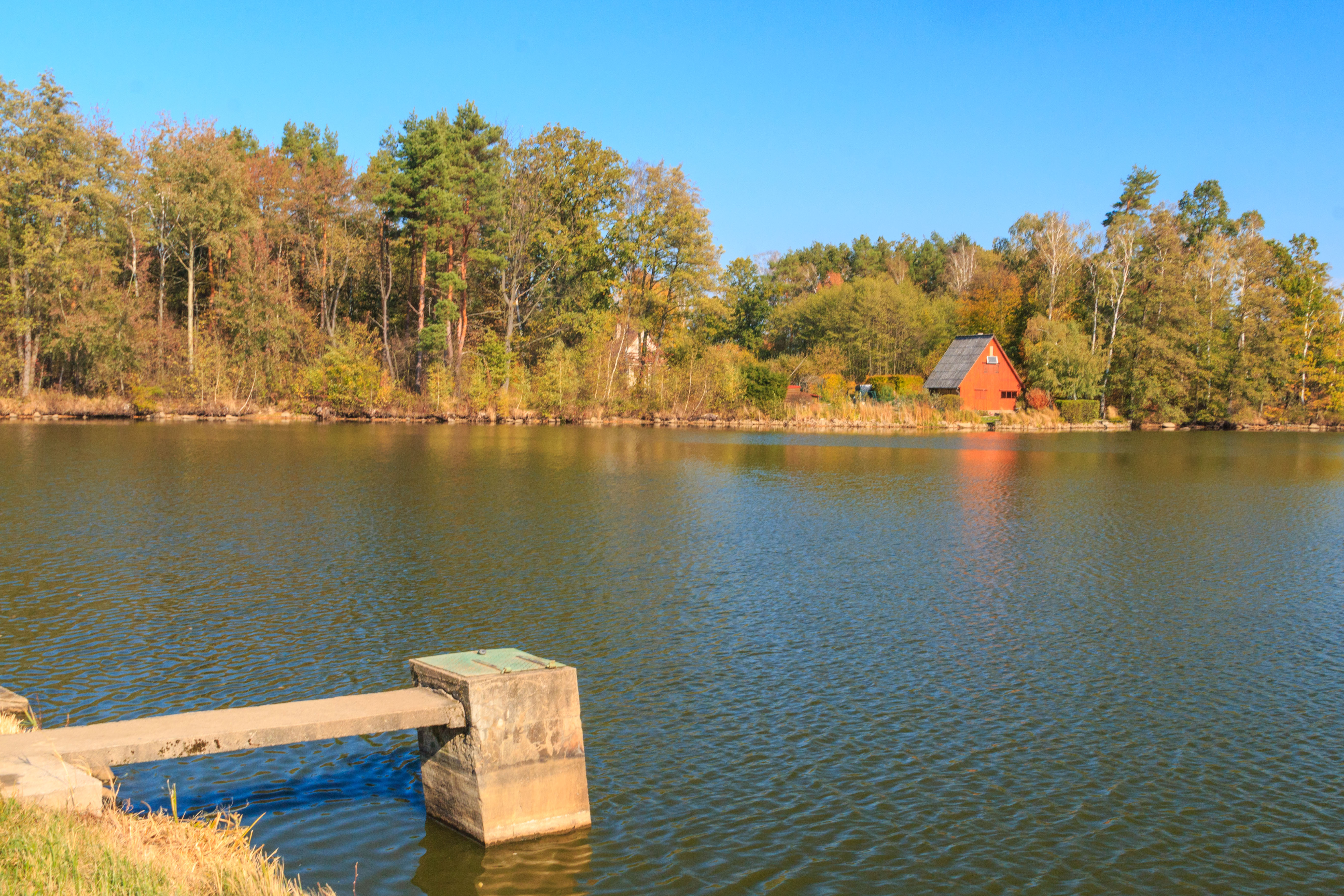
Pohled na rybník Žďár u Havlovic
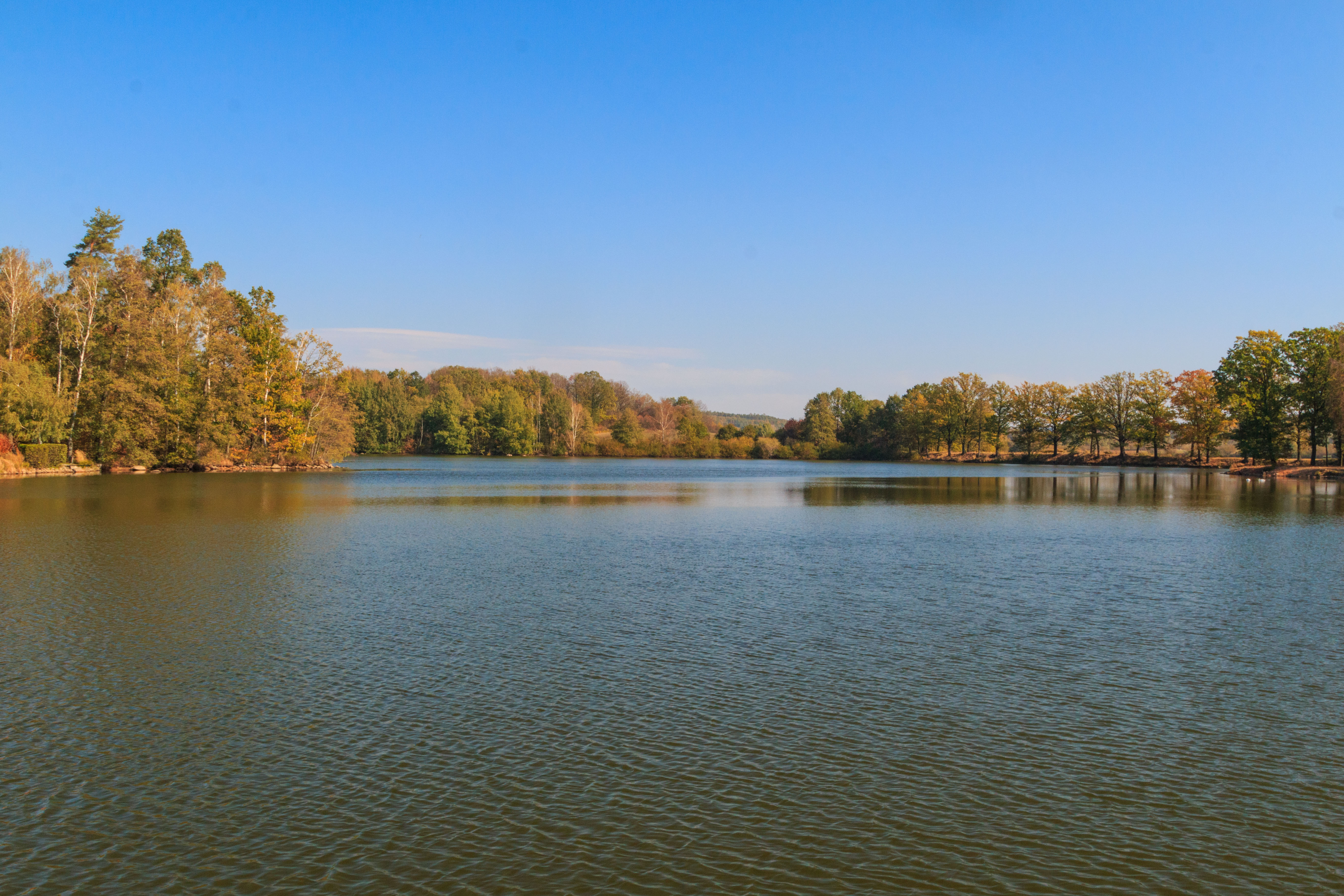
Pohled na rybník Žďár u Havlovic
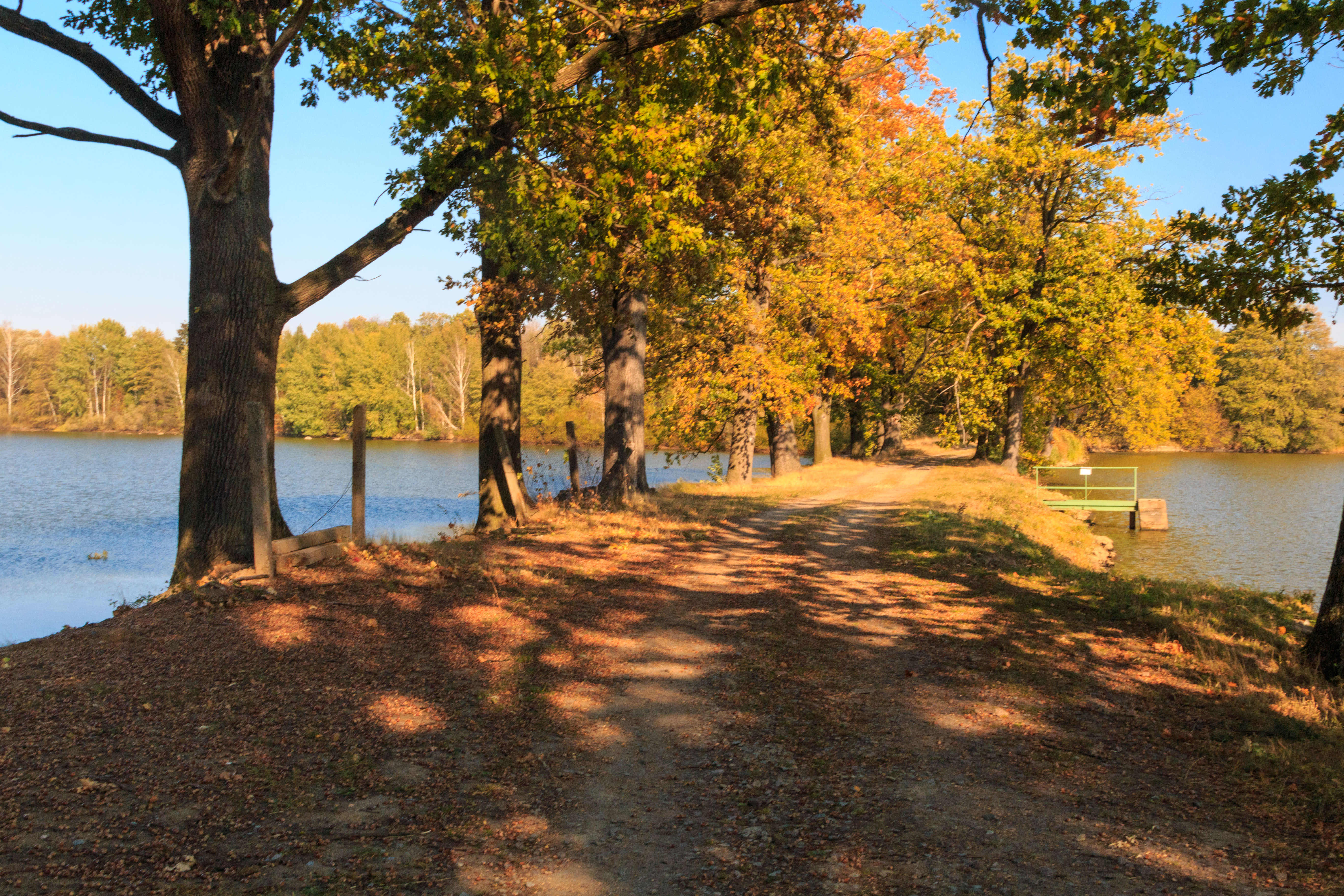
Pohled na rybník Žďár u Havlovic
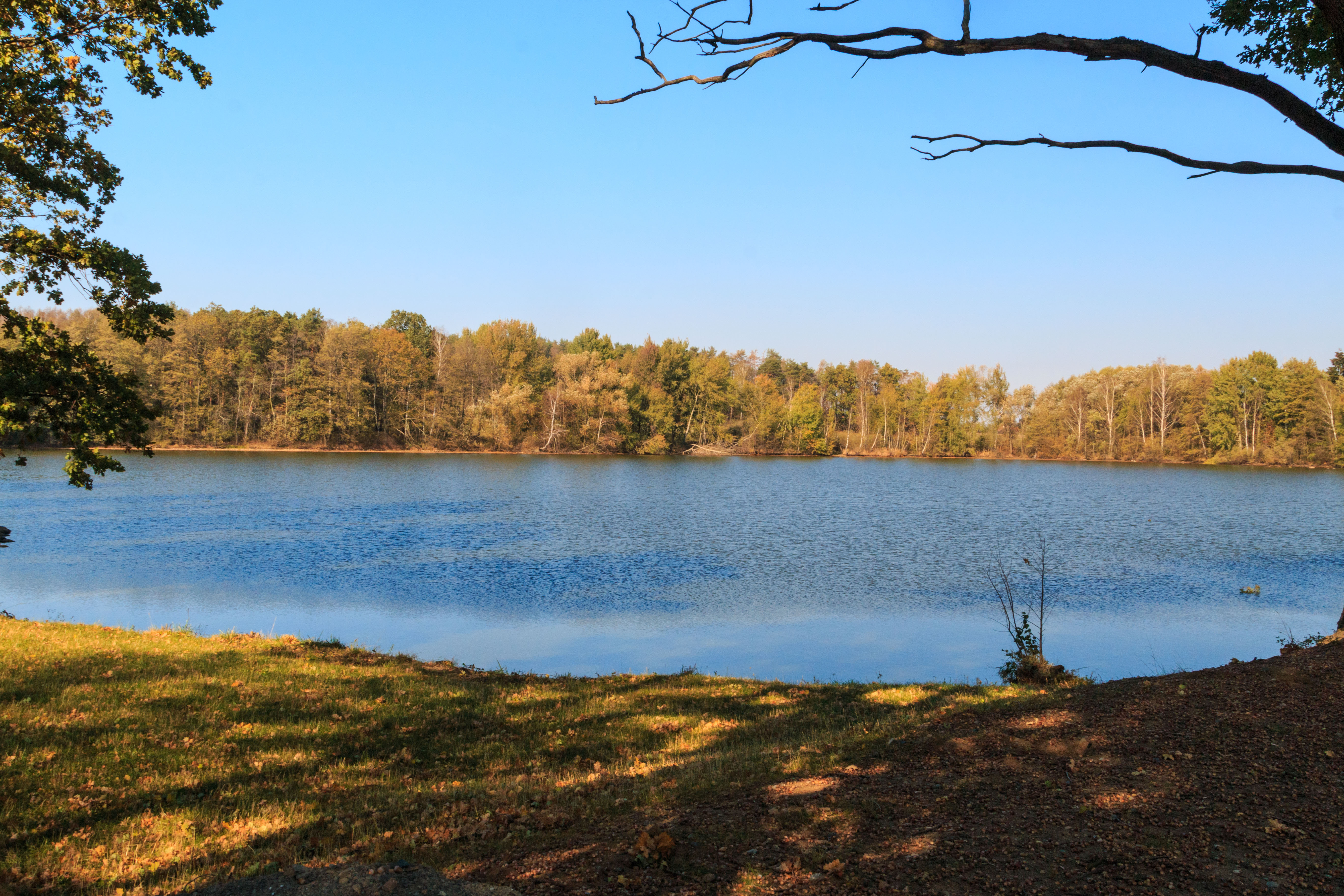
Pohled na rybník Žďár u Havlovic